# دهستان گرگان‌بوی
دهستان گرگان‌بوی نام دهستانی در بخش مرکزی شهرستان آق‌قلا، استان گلستان در ایران است. براساس سرشماری مرکز آمار ایران در سال ۱۳۸۵، جمعیت آن ۲۴۹۵۰ نفر (۵۱۸۱ خانوار) بوده‌است.